# 1. armada (Wehrmacht)
Za druge 1. armade glejte 1. armada.
1. armada (izvirno nemško 1. Armee) je bila armada v sestavi Heera (Wehrmacht) med drugo svetovno vojno.

## Vojna služba
| Datum                      | Nadrejeno poveljstvo | Področje (vir) |
| september 1939–januar 1940 | Armadna skupina C    | Zahod          |
| januar 1940–november 1941  | Armadna skupina C    | Zahodna fronta |
| november 1941–maj 1944     | Armadna skupina D    | Zahodna fronta |
| maj–avgust 1944            | Armadna skupina G    | Zahodna fronta |
| avgust 1944                | Armadna skupina B    | Zahodna fronta |
| september 1944–maj 1945    | Armadna skupina G    | Zahodna fronta |

## Organizacija

### Korpusne enote
1939
- 1. Armee-Oberkommando
- Korück 590
- Armee-Nachschubführer 591
- Armee-Nachrichten-Regiment 596

1945
- 1. Armee-Oberkommando
- Höh. Arko 318
- Korück 535
- Kommandeur der Armee-Nachschubtruppen 512
- Armee-Nachrichten-Regiment 512

### Podrejene enote
9. september 1939
- IX. Armeekorps
- XII. Armeekorps
- XXIV. Armeekorps
- 75. pehotna divizija
- 209. pehotna divizija
- 214. pehotna divizija
- 223. pehotna divizija
- 231. pehotna divizija
- 246. pehotna divizija
- 268. pehotna divizija

10. maj 1940
- XII. Armeekorps
- XXIV. Armeekorps
- XXX. Armeekorps
- Höheres Kommando z.b.V. XXXVII
- 95. pehotna divizija
- 257. pehotna divizija

7. avgust 1940
- Höheres Kommando z.b.V. XXXXV
- XII. Armeekorps
- XXIV. Armeekorps
- XXXVI. Armeekorps

5. april 1941
- Höheres Kommando z.b.V. XXXXV
- XXVII. Armeekorps

5. junij 1941
- Höheres Kommando z.b.V. XXXXV
- XXVII. Armeekorps
- 100. tankovska brigada

2. januar 1942
- Höheres Kommando z.b.V. XXXXV
- VIII. Armeekorps
- 23. tankovska divizija

8. junij 1942
- LXXX. Armeekorps

8. november 1942
- LXXX. Armeekorps
- 7. tankovska divizija

7. julij 1943
- LXXXVI. Armeekorps
- LXXX. Armeekorps
- 14. tankovska divizija
- 334. pehotna divizija
- 10. SS-Panzer-Division »Frundsberg«

12. junij 1944
- LXXXVI. Armeekorps
- LXXX. Armeekorps
- 11. tankovska divizija

26. november 1944
- Höheres Kommando Vogesen
- XIII. Armeekorps
- LXXXII. Armeekorps
- 553. grenadirska divizija
- 256. pehotna divizija
- 245. pehotna divizija

12. april 1945
- XIII. Armeekorps
- XIII. SS-Armeekorps

## Poveljstvo
Poveljnik
- Generalfeldmarschall Erwin von Witzleben (1. september 1939–26. oktober 1940)
- Generalpolkovnik Johannes Blaskowitz (26. oktober 1940–1. maj 1944)
- General tankovskih enot Joachim Lemelsen (1. maj 1944–2. junij 1944)
- General pehote Kurt von der Chevallerie (2. junij 1944–5. september 1944)
- General tankovskih enot Otto von Knobelsdorff (5. september 1944–30. november 1944)
- General pehote Hans von Obstfelder (30. november 1944–28. februar 1945)
- General pehote Hermann Foertsch (28. februar 1945–6. maj 1945)
- General konjenice Rudolf Koch-Erpach (6. maj 1945–8. maj 1945)